# Phaeotabanus atopus
Phaeotabanus atopus är en tvåvingeart som först beskrevs av David Fairchild 1953.  Phaeotabanus atopus ingår i släktet Phaeotabanus och familjen bromsar. Inga underarter finns listade i Catalogue of Life.